# Turn Into
"Turn Into" je druhý singl z druhého studiového alba americké indie rockové kapely Yeah Yeah Yeahs nazvaného Show Your Bones.

## Seznam skladeb
1. UK Digital Single & 7"
2. "Turn Into"
3. "Turn Into" (Nick Zinner remix)
4. "Maps" (Live From Roseland)

## Hitparády
| Hitparáda (2006)    | Nejvyšší pozice |
| ------------------- | --------------- |
| UK Singles Chart    | 53              |
| Irish Singles Chart | 37              |